# Amore in gabbia
Amore in gabbia (Die vertauschte Braut) è un film del 1934 diretto da Carl Lamac.

## Produzione
Il film fu prodotto dalla Ondra-Lamac-Film GmbH (Berlin).

## Distribuzione
Uscì nelle sale cinematografiche tedesche il 17 aprile 1934. In Austria, fu distribuito dalla Kiba Kinobetriebsanstalt.